# Ogorodni (Krasnodar)
Ogorodni (del ruso: Огородный) es un posiólok del raión de Primorsko-Ajtarsk del krai de Krasnodar en el sur de Rusia. Está situado en el conjunto de marismas y limanes (limán Ajtarski) que forman la desembocadura del río Kirpili, 10 km al sur de Primorsko-Ajtarsk y 120 km al noroeste de Krasnodar, la capital del krai. Tenía 267 habitantes en 2010.
Pertenece al ókrug urbano Primorsko-Ajtarskoye.